# オリエントサルーン

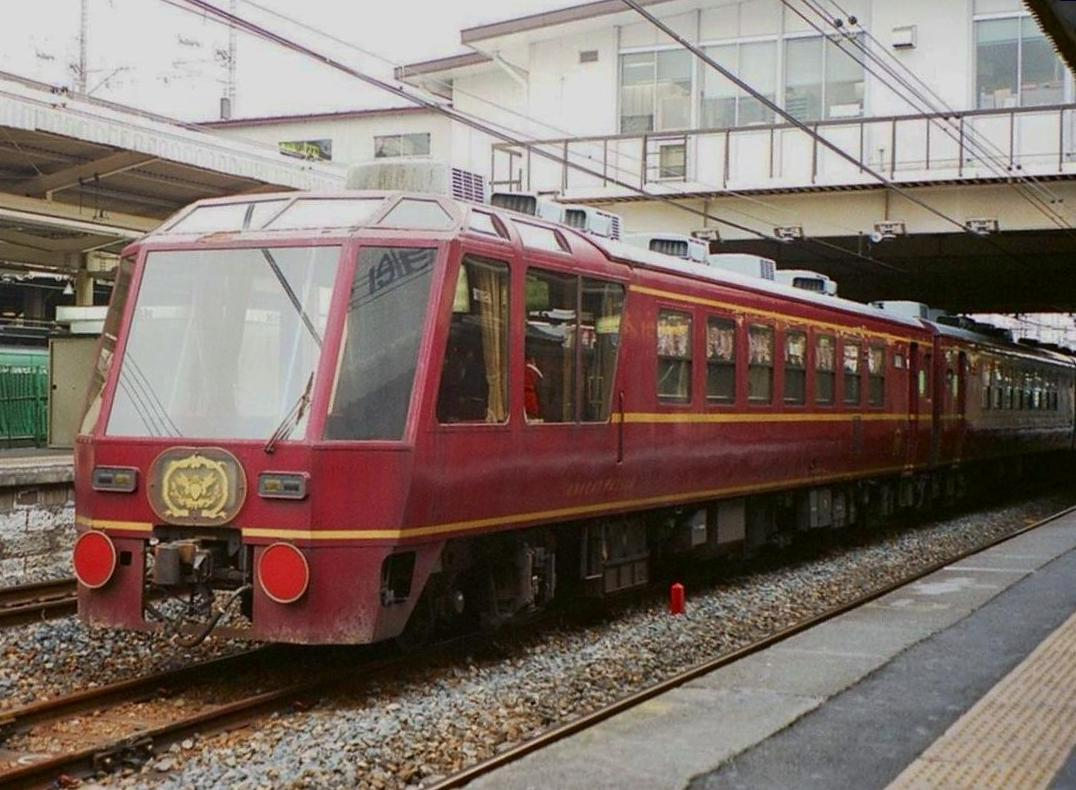
オリエントサルーン

オリエントサルーンは日本国有鉄道（国鉄）および東日本旅客鉄道（JR東日本）が1987年（昭和62年）から2000年（平成12年）まで保有していたジョイフルトレインと呼ばれる鉄道車両（客車）である。

## 概要
1987年（昭和62年）1月に落成した、仙台鉄道管理局向けの12系客車を種車にした改造和式客車。
和式（お座敷）客車ではあるが全体的には欧風デザインを採用しており、絨毯敷きの座敷に座椅子・座卓を設置した和洋折衷構造が特徴。客室内に専用仕切り壁を装着し、個室とすることが可能な構造である。

## 車両

### 編成
編成は以下の6両で構成される。（ ）内は旧番号。
- 1号車：スロフ12 829（スハフ12 119） - 展望車
- 2号車：オロ12 857（オハ12 126） - 一般車
- 3号車：オロ12 858（オハ12 127） - イベント専用車
- 4号車：オロ12 859（オハ12 128） - 一般車
- 5号車：オロ12 860（オハ12 129） - 一般車
- 6号車：スロフ12 830（スハフ12 117） - 展望車

定員は展望車28人・一般車38人。イベント専用車は定員外。全車両ともグリーン車扱いとなる。
車体塗装はボンマルーン（えんじ色系）地に車体側面上部・窓下・裾に金色の帯を配する。各車の車体側面にシンボルマークを持つ。

### 一般車
郡山工場（現・郡山総合車両センター）が改造施工。

#### 車内
和式車両のため床面に跳ね上げ式の通路を備える。座椅子と座卓を設けた座敷構造であるが、使用しないときは床下収納も可能。全面絨毯敷きとし欧風イメージを演出。
客室内の3か所に専用仕切り板を装着することが可能で設置することにより客室を4室に仕切ることが可能。
従来の網棚は撤去し室内側面上部に荷物入れを新設したほか、床面積を広げるため暖房装置も室内側面上部に移設した。
室内の両端部には28インチのモニターテレビを設置し一端にカラオケ装置を設置。個室にする場合は各個室に11インチのモニターテレビをセットすることが可能。
- 仕切り板と11インチモニターテレビは使用しないときは車端部の収納庫に収納。

車端部デッキと客の間に給茶器を設置するほか、2・5号車では冷蔵ショーケースも設置。
トイレ・洗面所を備える。
窓は上段下降下段上昇式のユニット窓のままであるが、従来のロールアップカーテンを撤去し、ローマンシェードを採用する。

#### 車体
外部ではトイレ・洗面所と反対側の側面ドアを塞ぎ、屋根上のAU13形分散式冷房装置を1基撤去し5基とした。

### 展望車
大宮工場（現・大宮総合車両センター）が改造施工。
種車となったスハフ12形の乗務員室側連結面を内側に向け、連結面側の端部を切り落として新たに製造した展望室部分を接合。車体下部にはスカートが装備。車体長の約1/4が展望室でそれ以外が一般車と同仕様の客室とした。
展望室は前面・側面とも大部分をガラス張りとしたほか側面には天窓が設けられ車内の窓枠は金色に着色。展望室内天井には金色枠にクリスタル・ガラスをはめたシャンデリアを取付。室内にはソファを設置し床には絨毯を敷く。
- 1号車と6号車ではソファの配置が若干異なり6号車では円形ソファとしカーテンは横引き式とした。

展望室以外の部分の室内基本構造は一般車と同一であり仕切り板を装着して車内を3室に仕切ることが可能である。
トイレ・洗面所は撤去。
従来の12系客車と同様サービス電源用にDMF15HZ-G形発電用エンジンとDM93形発電機を床下に装備し編成全体に給電する。

### イベント専用車
郡山工場が改造施工。
客室中央部は床面に絨毯を敷いたフリースペースとした。
青森方（東北本線基準）をイベント用ステージとし、37インチの大型モニターテレビ・カラオケ機器・スピーカー・スポットライトを設置する。ステージ後方には更衣室、更衣室の後ろにはフリースペースに置く椅子・テーブルを収納する収納庫とした。
上野方には回転椅子を置いたカウンターテーブルを設置し、内部にはカラオケや車内放送用機器制御装置を搭載する。
また、撮影した映像を他車のビデオモニターに向けて放送することが可能。
他車と同様に、出入口は側面1か所のみとした。窓も従来のユニット式のままであるが、カウンターや更衣室などを設置したため一部が埋められた。
カーテンは他車と異なり、横引き式を採用するとともに、トイレ・洗面所は撤去。

## 専用機関車

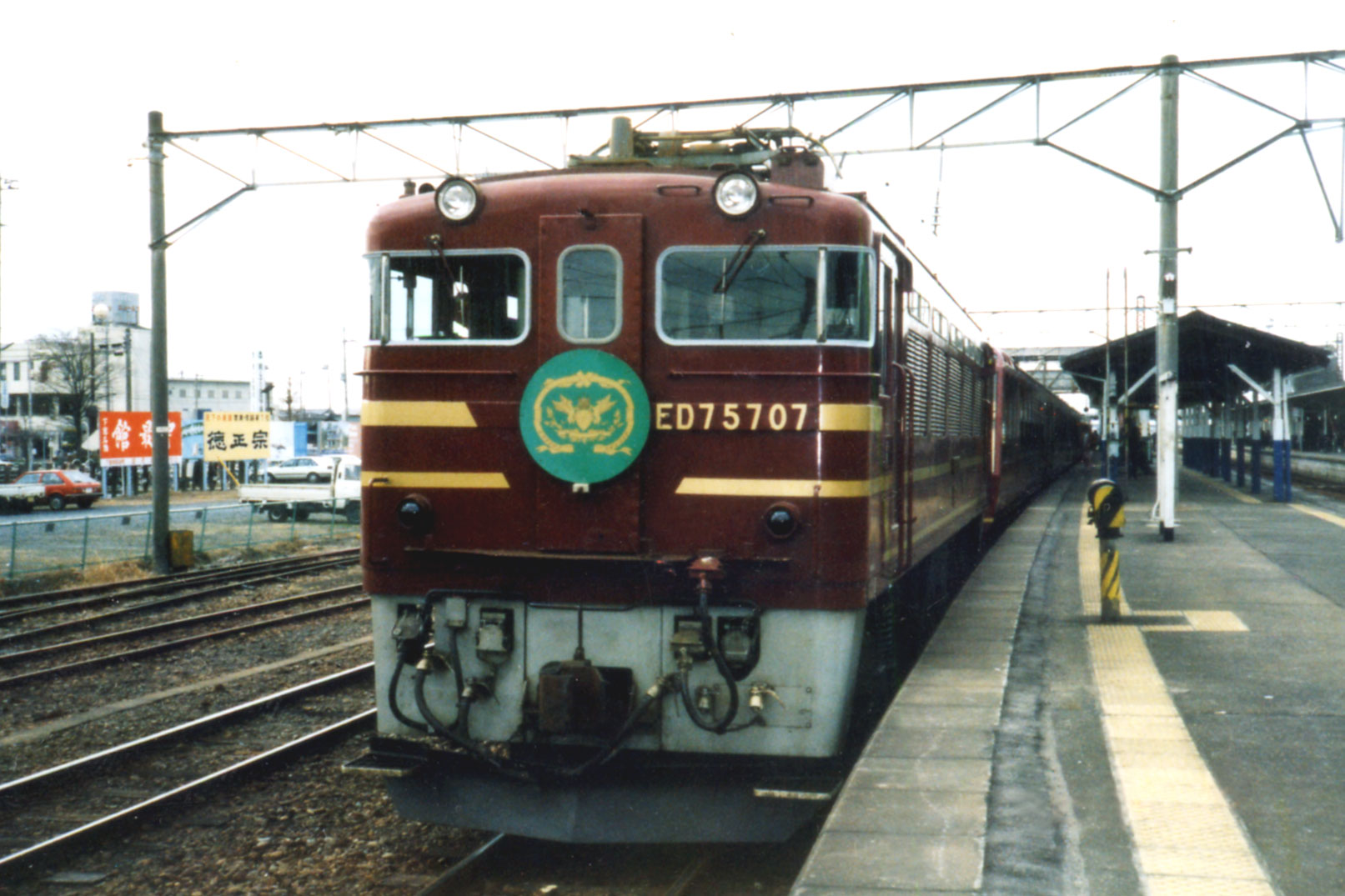
専用機ED75 707

ED75 711が専用牽引機に指定され同色への塗装変更を施工。
- のちに707・751・766・767にも施工されたが、711を含み全機が2005年（平成17年）までに廃車、もしくは元の塗装に戻され専用塗装機は消滅。

## 運用
改造後は福島客貨車区に配置され1987年（昭和62年）2月7日に営業運転を開始した。国鉄分割民営化後はJR東日本東北地域本社（現・仙台支社）に承継され、仙台電車区（現・仙台車両センター）に転属。
老朽化が進んだことにより、2000年（平成12年）10月30日から11月5日にかけてさよなら運転を実施し、同年11月17日に廃車となった。